# Sebastian Janeczka
Sebastian Janeczka (ur. 1520, zm. 4 stycznia 1568 w Krakowie) – rektor Uniwersytetu Jagiellońskiego w latach 1563–1564.

## Życiorys
Urodził się w 1520 roku. W 1563 roku objął funkcję rektora Uniwersytetu Jagiellońskiego. Funkcję tę przestał pełnić w 1564 roku.
Zmarł 4 stycznia 1568 w Krakowie.